# جنگ ارمنستان و ترکیه
جنگ ارمنستان–ترکیه اشاره به جنگی است که از ۲۴ سپتامبر تا ۲۳ دسامبر ۱۹۲۰ میلادی بین اولین جمهوری ارمنستان و دولت موقت جنبش ملی ترکیه بوده‌است.

## تاریخ
از سال ۱۸۷۸ میلادی تا ۱۹۱۵ میلادی جنوب و جنوب‌غربی قفقاز تحت کنترل روسیه بود. پس از انقلاب بلشویکی، ارتش عثمانی تا حدی کنترل را به دست گرفت، و در ۱۹۱۸ میلادی طبق عهدنامهٔ برست-لیتوفسک این حاکمیت بر منطقه رسمیت یافت. توافق بر این بود که عثمانی حاکم مناطقی خواهد بود که در داخل امپراتوری سال ۱۸۷۸ میلادی قرار می‌گرفتند. با این حال تُرک‌ها سرزمین‌های بیشتری از آنچه مواد عهدنامه مشخص کرده بود تصرف کردند، و جمهوری‌های شوروی گرجی، ارمنی، آذربایجانی را، که در ماه مهٔ ۱۹۱۸ میلادی تأسیس شدند، واداشتند که توافق‌نامۀ باتوم چهارم ژوئن ۱۹۱۸ میلادی را بپذیرند، که معنای آن از دست رفتن سرزمین‌های بیشتری از قلمرو عثمانی و نفوذ بیشتر عثمانی در منطقه بود. سپس از فروپاشی امپراتوری در اکتبر ۱۹۱۸ میلادی بخشی از منطقهٔ تحت کنترل بریتانیا درآمد. بدین سان ارمنیان، به‌طور مشترک با بریتانیا کنترل شهرهایی چون قارص را تا پایان سال ۱۹۲۰ میلادی به دست گرفتند. پس از خروج نیروهای بریتانیا، ارتش تُرک با کمک بلشویک‌ها این سرزمین را باز پس گرفت. به سبب تغییر مدام حدود و مرزها، جمعیت مجبور به نقل مکان بودند، و این تنش زیادی میان قومیت‌ها پدیدآورد که سرانجام به قتل‌عام ختم شد.

## قتل‌عام‌های ۱۹۱۸ تا ۱۹۲۱ میلادی
نخستین موج قتل‌عام‌ها در سال ۱۹۱۸ میلادی رخ داد. کمی بعد از انقلاب بلشویکی، حزب اتحاد و ترقی امیدوار بود با اشغال قفقاز و آسیای مرکزی به رویاهای پان‌ترکیستی و پان‌اسلامیستی خود، جامهٔ عمل بپوشاند. وهیب پاشا، فرماندهٔ لشکر سوم بعد از سال ۱۹۱۶ میلادی، به رهبران ارمنی اطمینان داد که آتش آرمان پان‌تورانیسم اکنون بیش از پیش شعله‌ور شده‌است:
«سرنوشت قلمرو ترکیه را از غرب به شرق می‌گستراند. ما بالکان را رها کردیم، حال آفریقا را رها می‌کنیم، ولی باید به سمت شرق پیش برویم. نژاد ما مذهب ما، زبان ما همه آن جاست؛ و این جذبه‌ای وسوسه‌انگیز و مقاومت ناپذیر دارد. برادران ما در باکو، داغستان، ترکستان و آذربایجان هستند. شما ارمنی‌ها راه ما را سد کرده‌اید. شما باید کنار بکشید و راه ما را بازگذارید.»
یکی از راه‌های تحقق این نقشه، به استناد منابع آلمانی، «نابود کرده همه ارمنی‌های باقی‌مانده بود.» در ماه مارس وقتی اخبار قتل‌عام‌های نیروهای تُرک به برلین رسید، دولت آلمان سعی کرد دخالت کند. گزارش‌های افسران آلمانی حاضر در منطقه اقرار کردن که کشتارها به دست نیروهای تحت فرمان برادر اسماعیل انور، یعنی نوری پاشا و عموی او خلیل پاشا انجام شده و با نقض عهدنامهٔ برست-لیتوفسک به قفقاز کشیده شده‌است. ژنرال لاسو گزارش‌هایی در پانزدهم و بیست و سوم مهٔ ۱۹۱۸ میلادی ارسال کرد.
«مطالبات نامحدود تُرک‌ها در مورد این مناطق که همگی ارمنی‌نشین هستند. به سمت دستیابی به مرزی دورتر از آنچه در عهدنامهٔ برست معین شده بود، انحصاری کردن بهره‌برداری اقتصادی از قفقاز و نابودی کامل ارمنی‌های قفقاز دور متمایل هستند.»
«هدف سیاست تُرک‌ها، تصاحب مناطق ارمنی‌نشین و نابود کردن همهٔ ارمنیان است. همهٔ بیانات و گفته‌های طلعت و انور به عکس دروغ هستند. ارمنیان جایی برای زندگی نخواهند داشت.»

تا بیستم ژوئیهٔ ۱۹۱۸ میلادی، حدود ششصد هزار ارمنی پیش از رسیدن نیروهای تُرک از قفقاز گریختند. ژنرال آلمانی، کرس فون کرسن‌شتاین، که آن زمان در تفلیس بود، می‌نویسد: 
«سیاست تُرک‌ها در قبال ارمنیان به نحو دردآوری صریح است. تُرک‌ها به هیچ وجه ریشه‌کنی بنیان ارمنیان را رها نکرده‌اند.»

خلیل پاشا در خاطراتش تأیید کرده‌است که در این قتل‌عام‌ها نقش داشته‌است. وی می‌نویسد: برای گروهی که خلیل پاشا را مسئول و عامل این قتل‌عام‌ها می‌دانستند. قتل‌عام‌هایی که در آن کم و بیش هر کس خویشاوند، پدر یا برادری از خانواده اش را از دست داده بود، سخنرانی کرده و گفته‌است:
«برای نابود کردن ملت ارمنی تا آخرین نفرشان تلاش کرده‌است. زیرا که آن‌ها به دنبال نابودی کامل سرزمین او بودند.»
قتل‌عام‌ها در تابستان و پاییز ۱۹۱۹ میلادی نیز ادامه یافت. کاردار عالی آمریکا در ارمنستان، ویلیام ان. هاسکل به قدری از وسعت این کشتارها شوکه شده بود که در شانزدهم اوت هشداری برای رئیس‌جمهور توماس وودرو ویلسون فرستاد، و گفت که: «آمریکا باید از بند دوازدهم اعلامیه صلح‌اش با تُرک‌ها صرف نظر کند، مگر این که مقامات تُرک گام‌های مؤثری در پایان دادن قتل‌عام‌ها در قفقاز بردارند.»

قتل‌عام‌ها در منطقه در سال ۱۹۲۰ تا ۱۹۲۱ میلادی از طرف ارتش تُرک‌ها ادامه یافت. به عبارتی این تداوم سیاست عثمانی، و نیز نتیجه پیشروی‌هایی بود که نیروهای نظامی تُرک‌ها تحت فرمان کاظم قره‌بکر در پاییز ۱۹۲۰ میلادی انجام دادند. اعضای مجلس جدید ترکیه در آنکارا سیاست خود را در قبال ارمنیان تلاشی برای تکمیل کار ناتمام دولت قبلی می‌دانستند. در مجلس نمایندهٔ ارزروم، «صالح افندی» پیشنهاد کرد که ارمنی‌های باقی‌مانده در شرق ترکیه باید به خارج از مرزها منتقل شوند: 
«پیشنهادی منطقی و بی‌عیب برای شما دارم. بیایید این کار را درست و حسابی تمام کنیم. ارمنیان را به دقت پیدا کنیم و به ایروان بفرستیم. بدین سان آن‌ها راحت خواهند بود، و ما نیز. پس از این بیانات فریادهای تأیید شنیده شد.»
«چارلز پی. گرنت» از کمیتهٔ آمریکایی، در مهٔ ۱۹۲۱ میلادی از گیومری گزارش داد که بخش بزرگی از کشته‌شدگان آن سال زنان و کودکان بوده‌اند. وی تعداد کشته‌شدگان را (بین دوازده تا پانزده هزار نفر) تخمین زده بود. منابع روس‌ها اسناد بسیاری دربارهٔ کشتارهای ارمنیان دارند. بلشویک‌ها که ترجیح می‌دادند شاهدان بی‌طرف در منطقه باشند تا روابط خوب‌شان با ناسیونالیست‌های تُرک را حفظ کنند، سرانجام ناگزیر وارد عمل شدند. در تلگرامی به تاریخ ۱۸ ژانویهٔ ۱۹۲۱ میلادی که گئورگی چیچرین وزیر خارجهٔ شوروی به قفقاز فرستاد، گفت که تداوم سیاست سکوت در برابر موضع ارمنیان دیگر ممکن نیست. این خیانت است که بایستیم و نابودی جمهوری شوروی را نظاره کنیم؛ و پیشنهاد داد اقدام‌های لازم انجام شود.
ایوانوویچ آرالوف سفیر روسیه در آنکارا با اشاره به این رخدادهای اواخر سال ۱۹۲۰ و اوایل ۱۹۲۱ میلادی می‌نویسد:
«نیروهای ترکیه کشتارها و قتل‌عام‌های خونینی را بر ارمنیان تحمیل کردند. بیش از ۶۹٬۰۰۰ نفر به قتل رسیدند.»
یک دائرةالمعارف شوروی به سال ۱۹۶۱ میلادی تعداد قربانیان مناطق تحت اشغال ترک‌ها در جریان جنگ را نزدیک به ۱۹۸٬۰۰۰ نفر عنوان کرده‌است.
یکی از دلایل اصلی این که این قتل‌عام‌ها در قفقاز، که واهاکن دادریان نسل‌کشی کوچک خوانده‌است، بدون مخالفت و اعتراض زیاد انجام شد، انقلاب روسیه بود. تُرک‌ها در روابط شان با بلشویک‌ها توانستند جنگ با ارمنیان را جنگی علیه دولت‌های متفق جلوه دهند، و از این طریق مقاصد خصمانه خود را در قفقاز دور پنهان کنند.
آنکارا وجود اولین جمهوری ارمنستان را بزرگ‌ترین تهدید برای بقای خود می‌دانست. کاظم قره‌بکر گفته‌است که این حکومت در شکل فعلی خود و در آینده همواره عامل بدبختی خواهد بود و به آنکارا پیشنهاد کرد سریع قلمرو ارمنیان را به تصرف خود درآورد. دولت آنکارا روابط خود با جمهوری ارمنستان را طبق قوانین بین‌المللی در وضعیت جنگی تعریف کرد. از آن‌جا که ترکیه هیچ قرار داد صلحی با هیچ‌یک از جمهوری‌های قفقاز آن زمان منعقد نکرده بود. از دید آنکارا جمهوری جدید ارمنستان خطر محسوب می‌شد، نه تنها به این سبب که در پی تصرف شش ولایت ارمنی بود، بلکه همچنین به دلیل پیگیری آرمان ارمنستان بزرگ که حتی کیلیکیه را نیز در بر می‌گرفت. مجلس جدید ایروان در ۲۸ مهٔ ۱۹۱۸ میلادی مصوبه‌ای معروف به «حکم ارمنستان متحد و مستقل» را تصویب کرد که معرف هدف اتحاد و رهایی سرزمین‌های اجدادی در قفقاز دور و امپراتوری عثمانی بود. دستیابی به این هدف با الحاق شش ولایت ارمنی ممکن بود.
وزیر امور خارجه احمد مختار در نوامبر ۱۹۲۰ میلادی در مکاتبه‌ای محرمانه به فرماندۀ ارتش شرقی کاظم قره‌بکر گوشزد می‌کند ضرورت بسیار دارد که ارمنیان چه از لحاظ سیاسی و چه فیزیکی نابود شوند؛ ولی اجرای این اصل به قدرت و شرایط سیاسی عمومی ما بستگی دارد.

## پیش‌زمینه
ارتش ترکیه قفقاز که به ارزروم پس نشسته بود از آغاز سال ۱۹۱۹ به ابتکار فرماندهٔ خود ژنرال کاظم قره‌بکر تبدیل به کانونی برای پرورش فکر انتقام‌جویی می‌شد. چیزی نگذشت که مصطفی کمال آتاترک نیز، که پس از آن رهبر نهضت ملی (ناسیونالیست) شد، به او پیوست. این نهضت زمینه‌های به‌طور کامل آماده‌ای در میان اعضای پیشین حزب «اتحاد و ترقی» پیدا کرد.
در کنگره‌های حزبی ارزروم (ژوئیهٔ ۱۹۱۹) و سپس سیواس (سپتامبر همان سال) نهضت کمالی مرام ملی‌گرایی افراطی و نژادپرستی خود را که ترکیه جدید به ارث برده بود پیاده کرد. طرفداران نهضت کمالی در آنکارا نخستین دولت دیکتاتوری ناشی از جنگ را در مخالفت با دولت ترکیه مستقر در قسطنطنیه تشکیل دادند.
آنگاه که زمامداران دولت قسطنطنیه (داماد فرید پاشا و سپس مارشال عزت پاشا) آمادگی خود را برای قبول واگذاری مناطق باسن (روستای ارمنستان) و وان به دولت اولین جمهوری ارمنستان اعلام کرده بودند، ولی دولت ناسیونالیستی آنکارا نه تنها از قبول هر گونه واگذاری ارضی استنکاف ورزیدند بلکه مدعی اشغال مجدد قارص و اردهان نیز شدند.
دولت آنکارا در آغاز مبارزه برای قطع نسل ارمنیان در ترکیه و برای ضمیمه کردن جمهوری‌های قفقاز جنوبی به خاک خود اندک تردیدی به خود راه نداد. معمولاً دیپلماسی همهٔ دولت‌ها همواره هدف مهمش این بوده‌است که همسایگانش دولت‌هایی باشند از خودش کوچک‌تر و ضعیف‌تر، لیکن دیپلماسی تُرک و ارتش ترکیه انگار با این مبارزه خودشان داده‌اند که داشتن همسایهٔ نیرومندی چون روسیه را بر همسایگانی چون سه جمهوری ماورای قفقاز ترجیح می‌داده‌اند.

## جنگ ترکیه و ارمنستان
ترکیه با داشتن ارتشی مجهز و با داشتن اسلحه و مهمات کافی (نیروهای متفقین به هنگام امضای پیمان ترک مخاصمه بی‌احتیاطی کرده و از او نخواسته بودند که خلع سلاح شود) به ابتکار سران ملی خویش توانست سه جبهۀ مبارزه برضد فرانسویان در کیلیکیه، بر ضد یونانیان در قسمت غربی آسیای صغیر و بر ضد ارمنیان در قفقاز جنوبی تشکیل دهد.

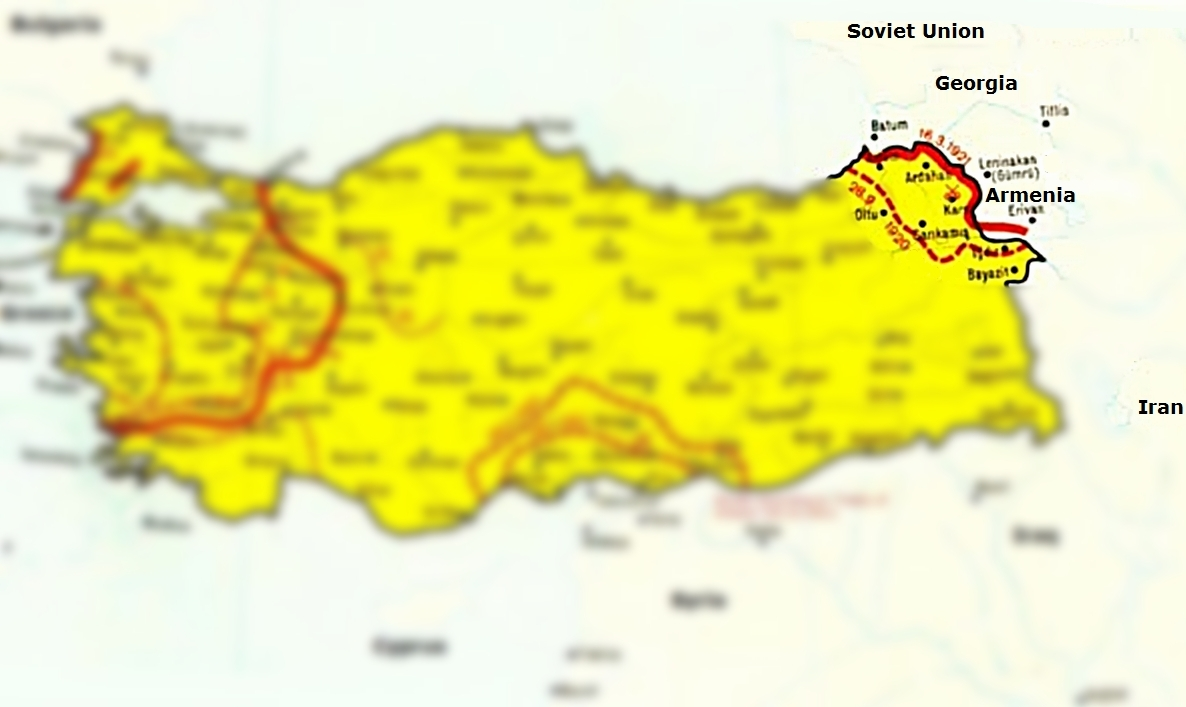
نقشه جنگ

لیکن کمک‌هایی هم به ارتش ترکیه شد، از طرف ایتالیا که ناراحت بود از اینکه یونان منطقۀ ازمیر را اشغال کند، چون خودش نظراتی نسبت به آنجا داشت، از طرف بعضی محافل متنفذ فرانسوی که در نظر داشتند سپس در آسیای کوچک سرمایه‌گذاری‌هایی بکنند، و از طرف روسیه از این جهت که خطر اشغال قسطنطنیه و داردانل و تنگهٔ بسفر به وسیله نیروهای ثالثی چون قدرت‌های بزرگ غربی بین روسیه و ترکیه اشتراک منافعی ایجاد کرده بود که در مقایسه با آن مسئلهٔ ارمنستان در درجهٔ دوم اهمیت قرار گرفته بود.
نهضت ملی ترکیه به اتکای همهٔ این حامیان مبارزه شدیدی را آغاز کرد.
تُرکان پس از معاهدهٔ سور یک حملهٔ قطعی و مصمم علیه اولین جمهوری ارمنستان ترتیب دادند. لشکر چهارم تُرک را در منطقهٔ کارین متمرکز کردند و در سپتامبر ۱۹۲۰ میلادی تعرض به منطقهٔ ساری‌قمیش را آغاز نمودند. دولت ارمنستان در برابری با این تعرض فرمان یک تجهیز عمومی صادر کرد که در نتیجه ۳۵٬۰۰۰ (در بعضی از منابع بیست هزار سرباز عنوان کردند)، سرباز به زیر پرچم ارمنستان گرد آمدند.
در خور تذکر است که از آغاز سال ۱۹۲۰ به بعد روابط صمیمانه‌ای بین دولت آنکارا و روسیه شوروی که از شکست نهضت‌های انقلابی در اروپا سرخورده بود تصمیم گرفته بود که با همدست شدن با ناسیونالیست‌های شرقی به نحو دیگر به قدرت‌های بزرگ اروپایی ضربه بزند.
در همان هنگام روسیه به فتح مجدد قفقاز آغاز کرد. در آوریل ۱۹۲۰ ارتش سرخ با کمک معنوی ناسیونالیست‌های تُرک، شهر باکو و کشور جمهوری آذربایجان را متصرف شد. جمهوری سوسیالیستی شوروی آذربایجان ادعاهای جمهوری دمکراتیک آذربایجان را نسبت به مناطق ارمنی‌نشین قره‌باغ و زنگه زور تأیید نمود. در اوت ۱۹۲۰ کنگره‌ای در باکو به رهبری گریگوری زینوویف، کارل رادک و بلاکون به نام کنگرهٔ ملت‌های مشرق با شرکت اسماعیل انور تشکیل گردید. این کنگره نشان‌دهندهٔ آغاز سیاست فعال‌تری مبتنی بر حمایت روسیهٔ شوروی از ترکیهٔ کمال آتاتورک بود. بدین گونه ارتش ارمنستان مجبور شد قسمتی از نیروهای خود را برای نگهداری مرزهایش با آذربایجان شوروی به مشرق ببرد، در حالی که در همان دم تعرض تُرکان از سمت مغرب شروع می‌شد.
در طول ماه‌های سپتامبر و اکتبر، لشکر ارمنی در شمال توانست جلو پیشروی تُرکان را بگیرد. در چهاردهم اکتبر ارتش ارمنی در جبههٔ نو «سلیم بیگی حامد» دست به یک ضد حمله زد که طی آن سرنوشت جنگ معلوم شد. پس از یک پیروزی اولیه ارتش ارمنی نتوانست تصمیم دشمن را خنثی کند. در روزهای بعد ارتش تُرک به قارص نزدیک شد و در ۳۰ اکتبر با یک ضد حمله و حرکت سریع که به وسیله جناح راست خود انجام داد آن دژ را دوباره باز پس بگیرند.
بازماندگان سپاه ارمنی شمال به سمت گیومری عقب نشستند. تُرکان در ۷ نوامبر به آنجا وارد شدند و به تعرض خود به سمت وانادزور ادامه دادند. هنگ هشتم لشکر ارمنی در گردنه جاجور، و نیروهای فدایی ارمنی مستقر در جنوب ایروان در یک نبرد سخت موفق شدند نیروهای تُرک را عقب برانند.
در ۲ دسامبر ۱۹۲۰ نمایندگان جمهوری ارمنستان در گیومری ناگزیر به قبول شرایط صلح تحمیل شده از طرف دولت آنکارا شدند. دولت ترکیه تمامی ارمنستان غربی را نگاه داشت. لیکن ارمنستان که به آن صورت مثله شده و به سرزمینی به مساحت سی هزار کیلومتر مربع تقلیل یافته بود دیگر به صورت یک کشور کلاً مستقل قادر به زندگی نبود و هر آن در معرض تهدید تُرکان قرار داشت. در همان روز یعنی در دوم دسامبر ۱۹۲۰ جمهوری ارمنستان به یک جمهوری سوسیالیستی ارمنستان شوروی بود تبدیل یافت.